# Li Yueru
Li Yueru (chiń. upr. 李月汝; pinyin Lǐ Yuèrǔ; ur. 28 marca 1999 w Changzhi) – chińska koszykarka występująca na pozycji środkowej, reprezentantka kraju, od 2023 zawodniczka Beşiktaşu JK Stambuł.
30 marca 2022 dołączyła do Chicago Sky. 13 czerwca 2023 została zawodniczką tureckiego Beşiktaşu JK Stambuł. W roku 2024 grała w Los Angeles Sparks. Na początku 2025 roku dołączyła do Seattle Storm. W czerwcu 2025 przeniosła się do Dallas Wings.

## Osiągnięcia
Stan na 23 czerwca 2023, na podstawie, o ile nie zaznaczono inaczej.

### WNBA
- Finalistka pucharu WNBA Commissioner's Cup (2022)[8]

### Drużynowe
- Mistrzyni Chin (2019, 2021, 2022)[9][10][11]

### Indywidualne
(* – nagrody i wyróżnienia przyznane przez portal asia-basket.com)
- Zaliczona do*:
  - I składu:
    - ligi chińskiej (2021)[10]
    - zawodniczek krajowych ligi chińskiej (2019, 2020)[9][12]

  - II składu ligi chińskiej (2019)[9]
  - składu honorable mention ligi chińskiej (2018, 2020)[13][12]
- Uczestniczka meczu gwiazd ligi chińskiej (2022)[11]
- Liderka ligi chińskiej w zbiórkach (2021 – 11,2)[10]

### Reprezentacja
Seniorska
- Mistrzyni:
  - igrzysk azjatyckich (2018)
  - światowych wojskowych igrzysk sportowych (2019)
- Wicemistrzyni:
  - świata (2022)
  - Azji (2019, 2021)
- Brązowa medalistka mistrzostw Azji (2017)
- Uczestniczka:
  - igrzysk olimpijskich (2020 – 5. miejsce)[14]
  - mistrzostw świata (2018 – 6. miejsce, 2022)
  - kwalifikacji:
    - olimpijskich (2020)
    - do mistrzostw świata (2022)

  - azjatyckich pre-kwalifikacji olimpijskich (2019)
- Zaliczona do I składu mistrzostw Azji (2017)[15]

Młodzieżowe
- Mistrzyni Azji:
  - U–18 (2016)
  - U–16 (2015)
- Uczestniczka mistrzostw świata U–19 (2017 – 7. miejsce)